# 以色列政治
以色列政治主要由锡安主义（犹太复国主义）政党所主导，传统上分为3个阵营，分别是社会民主主义派别的工党锡安主义、修正锡安主义和宗教锡安主义，其中前两者是最大庞大的。除此之外，以色列仍有若干非锡安主义的政治派别，如犹太教正统派政党、左翼联盟，甚至反锡安主义的以色列阿拉伯政党。

## 政治形势

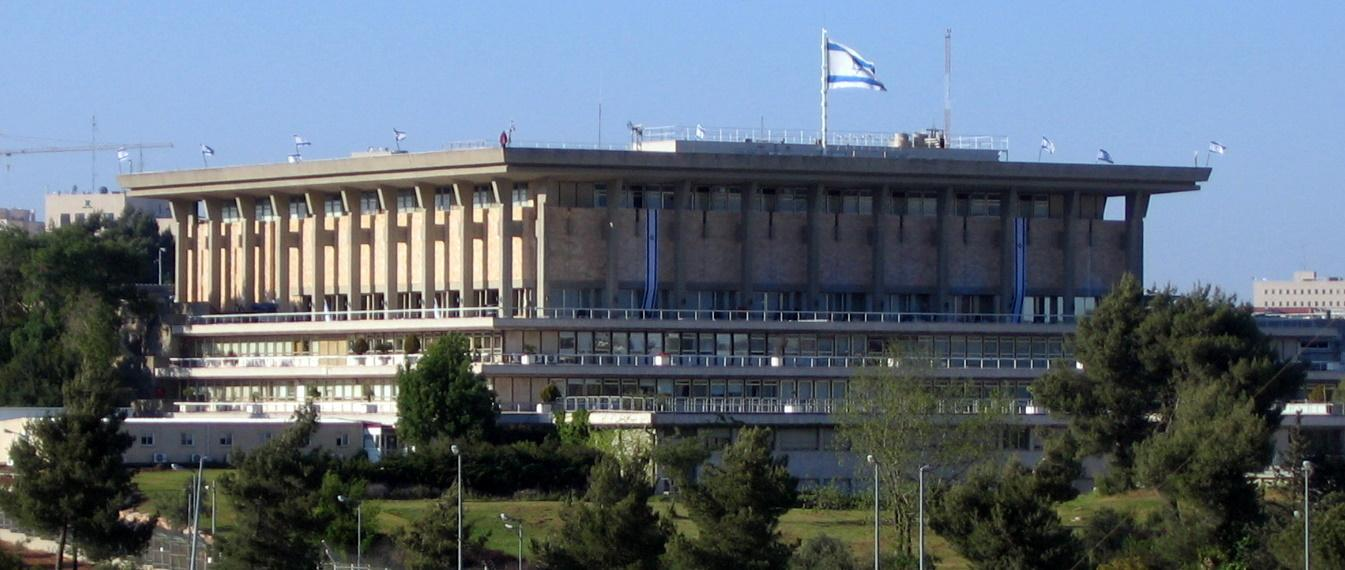
以色列国会大厦

前以色列总理果尔达·梅厄（1969年至1974年在职），曾开玩笑说：“在以色列，有3百万总理 。”以色列国会采用了一种特殊的比例代表制，整个国家是一个单一选区，这有助于形成大量政党，许多政党有着特定的支持群体，也代表了特定群体的利益。主流大党之间的平衡意味着小党可以有与其大小不相称的巨大影响力，常常有能力左右僵局，他们利用此点阻止立法，甚至推动自己的议程，并不顾与执政党的纲领相左。
从1948年以色列建国到1977年5月选举约30年间，以色列一直由以色列地工人党或劳工联盟领衔的联合政府执政，其中从1967年至1970年，由除两派以色列共产党之外的所有政党共同组成了大联合政府。1977年选举后，修正锡安主义派别的利库德集团脱颖而出，与以色列宗教党和以色列正教党等共组联合政府。
非政府组织自由之家发布的世界自由状况中，会评价每个国家的民主和政治自由程度，2013年度报告中，以色列被列为中东及北非地区唯一的自由国家。

## 1996年后的总理及政府

### 内塔尼亚胡（1996年－1999年）
1996年以色列总理首次由直选产生，利库德集团领袖本雅明·内塔尼亚胡以微弱优势取胜，在竞选中，他曾尖锐的批评希蒙·佩雷斯政府的和平政策未能保护以色列的安全。内坦尼亚胡随后组建了右翼主导的联合政府，并公开致力于履行奥斯陆协定，但需要在互动以及确保安全的前提下。内塔尼亚胡的执政联盟以自己的利库德集团为班底，联合了同为右翼的佐梅特党和桥党，以及3个宗教锡安主义党派沙斯党、国家宗教党和圣经犹太教联盟，还包括2个中间党派第三条道路党和明确宣称代表俄罗斯移民利益的以色列巴阿里亚党，1998年1月，随着桥党党首大卫`李维辞去外交部长，桥党退出联合政府。

### 巴拉克（1999年－2001年）
1999年5月27日，以色列工党联合了梅马党和桥党的劳工联盟统一以色列的埃胡德·巴拉克选举获胜，出任总理，也选择组建联合政府，包括了由两名退役将军伊萨克·莫德柴和阿侬·利普金-沙哈克组建的中间派新党中间党，左翼政党梅瑞兹党和以色列巴阿里亚党，以及宗教锡安主义党派沙斯党和国家宗教党。联合政府决心继续谈判，两年里，大多数党派退出了联合政府，使得工党和中间党成为少数政府，巴拉克不得不宣布提前大选，这是唯一一次不与国会选举同时进行的总理选举。

### 沙龙（2001年－2006年）
2001年2月17日，选举产生了新一届的大联合政府，由利库德集团党首阿里埃勒·沙龙出任总理，并联合了工党，但工党后退出联合政府，2003年1月28日重新举行大选。
选举中，沙龙再度获胜，并基于选举结果，沙龙得以组建一个右翼政府，包含了利库德集团、改革党、国家宗教党和国家联盟，本届联合政府致力于打击恐怖主义以改善以色列的安全状况，同时应对经济萧条。之后，沙龙推出了2004年脱离计划，包括了从在巴勒斯坦控制区的定居点撤离，特别是加沙地带，导致了国家宗教党和国家联盟退出了联合政府。沙龙试图将正统派圣经犹太教联盟加入联合政府，而将改革党赶出联合政府，迫使沙龙不得不将工党拉进联合政府。
因并非所有利库德成员都支持沙龙的的单边行动计划，沙龙在国会难以形成固定的多数。显而易见，沙龙拥有超越其政党的的威望，2005年11月21日，沙龙退出利库德集团，并组建个人的新政党前进党。几天之后，前任总理希蒙·佩雷斯也脱离工党，加入沙龙。这是以色列政坛一次剧烈的重新洗牌，之前的左右两派共组了一个拥有强大支持的中间派政党，并非之前那种没有足够声望和人气的中间派政党。

### 奥尔默特（2006年－2009年）
2006年1月4日，总理沙龙因严重的中风陷入昏迷，埃胡德·奥尔默特作为代理总理接掌了政府，并在沙龙无法履职的100天后成为临时总理。由于3月即将大选并产生新届政府，奥尔默特在大选前没有成为正式总理。
2006年3月大选后，前进党在国会中占据最多席位，奥尔默特成为总理，他组建了占据67个议席的联合政府，除前进党外，海包括了工党、沙斯党和吉尔党。2006年11月，占据11个议席的以色列家园党也加入了联合政府，但在2008年1月再度退出。面对反对派越来越多的腐败指控，奥尔默特宣布不寻求连任。

### 内塔尼亚胡（2009年-2021年）
在2009年3月31日，尽管前进党在选票上略多于内坦尼亚胡的利库德集团，但国会任命了本雅明·内塔尼亚胡为总理。4年后国会选举中，利库德以色列家园党再度获得最多议席，3月19日，内坦尼亚胡继续出任总理。新的联合政府加入了未来党、犹太人家园和运动党，还有极端正统派政党。2年后的以色列国会大选，内坦尼亚胡成功连任，组建了以利库德集团为主的联合政府，包括了犹太人家园、沙斯党、圣经犹太教联盟等政党。

## 政党与选举
与其他国家相比较，考虑到以色列的人口规模，以色列参选的政党数量较多，各种小党都能在国会赢得议席，使得国会议席相当分散，很难有一个政党能获取60个以上的过半数议席从而独立组阁。
这种体制下，一些边缘政党也得以存在，他们拥有独立于主流政治及社会共识之外的政治观点，在国会代表特定的利益群体。例如极端正统派政党，如吉尔党，在2006年选举中代表了退休人士的利益。
| 政党               | 得票      | %     | 席位 | +/–    |
| ------------------ | --------- | ----- | ---- | ------ |
| 利库德集团         | 985,408   | 23.40 | 30   | +12    |
| 锡安主义联盟       | 786,313   | 18.67 | 24   | +3a    |
| 共同名单           | 446,583   | 10.61 | 13   | +2b    |
| 未来党             | 371,602   | 8.82  | 11   | –8     |
| 全体党             | 315,360   | 7.49  | 10   | 新党派 |
| 犹太人家园         | 283,910   | 6.74  | 8    | –4     |
| 沙斯党             | 241,613   | 5.74  | 7    | –4     |
| 以色列是我们的家园 | 214,906   | 5.10  | 6    | –7     |
| 圣经犹太教联盟     | 210,143   | 4.99  | 6    | –1     |
| 梅雷兹党           | 165,529   | 3.93  | 5    | –1     |
| 共同党             | 125,158   | 2.97  | 0    | 新党派 |
| 绿叶党             | 47,180    | 1.12  | 0    | 0      |
| 阿拉伯阵线         | 4,301     | 0.11  | 0    | 新党派 |
| 绿党               | 2,992     | 0.07  | 0    | 0      |
| 朋友党             | 2,493     | 0.06  | 0    | 0      |
| 女性美德党         | 1,802     | 0.04  | 0    | 新党派 |
| 变革希望党         | 1,385     | 0.03  | 0    | 0      |
| 海盗党             | 895       | 0.02  | 0    | 0      |
| 花党               | 823       | 0.02  | 0    | 新党派 |
| 永久公约党         | 761       | 0.02  | 0    | 0      |
| 光明党             | 502       | 0.01  | 0    | 0      |
| 尊严党             | 423       | 0.01  | 0    | 0      |
| 经济党             | 337       | 0.01  | 0    | 0      |
| 民主党             | 242       | 0.01  | 0    | 新党派 |
| 社会领袖           | 223       | 0.01  | 0    | 0      |
| 空票及无效票       | 43,854    | –     | –    | –      |
| 合计               | 4,254,738 | 100   | 120  | –      |
| 注册选民           | 5,881,696 | 72.34 | –    | –      |
| 来源: CEC          |           |       |      |        |

## 其他政治社团
以色列处于独特的政治环境，难以用通用政治光谱进行简单的归类，一个政治团体有时会左右摇摆，特别是在国际政坛，取决于其在阿以冲突问题上所持的立场。

### 右翼
右翼的知名例子有：
- 忠信社群，一些以色列民族主义者，拥护犹太人在约旦河西岸地区和加沙地带定居，反对从上述定居点撤离。（现大部分解散）
- 以色列定居点委员会，占领区当地办事人员的松散组织，声称代表约旦河西岸地区和加沙地带定居者的利益，在社区有组织性且活跃，有影响力。（大部解散）
- 奥尔马格，恐怖主义受害者组织的联合会。
- 强以色列信众，一个以色列学院派社群，反对巴勒斯坦建国，关注以色列的安全和犹太性。

### 左翼
左翼传统上在以色列学术界、文化界和商界精英中较受欢迎和支持。
- 和平当下，支持在约旦河西岸地区占领区让步。
- 日内瓦倡议和人民之声，两个由以色列和巴勒斯坦公众人物领导的和平倡议组织，2004年出现，基于双方方非官方的双边谅解协议，并提出了永久性和平协议的方案。
- 以色列总工会，基于许多劳工联盟的伞形组织，曾被认为是工党的另外一种组织形式。
- 非暴力不合作运动，几个激进的左翼组织号召士兵们拒绝在约旦河西岸和加沙地区服役，比较著名的有“敢于拒绝”和“凡事有个极限”。
- 社会主义斗争运动，反对私有化，为工人和年轻人对面日益恶化的情况而斗争。

### 中间派
在国会，中间派的代表是未来党和库拉诺集团，曾经在国会取得议席的中间派还有前进党和吉尔党。中间派既有右翼对与巴勒斯坦和阿拉伯国家谈判的价值缺乏信心的一面，也有认同左翼从约旦河西岸撤离的一面，结果是，中间派支持在约旦河西岸采取的单边行动，如修建隔离墙和单边脱离行动，并同时继续军事行动，如选择性刺杀政策，以打击恐怖主义。经济方面，中间派是自由主义者，支持经济自由主义，持有资本主义主张。最近，中间派在国会影响力相对较小，很难超过15个议席，一些在2届国会内逐渐瓦解，如变革民主运动、中间党和改革党。另外一些中间派政党偏离了中间路线，倒向一边，或分流到两大主要政党，如社会民主党，埃泽尔·魏茨曼的政党，于1987年并入同盟党（即后来的工党）；特莱姆党，摩西·达扬的政党，最后分裂到同盟党和利库德集团；独立自由党，也并入同盟党；犹太复国主义党，与希鲁特一同创建了嘎哈党，即利库德集团的前身。
另外有一些政党不认为自身属于左右任何一派，便将其归入中间派，如绿党，主要关注环境议题，至今未能在国会取得任何席位。

### 利益集团
- 农业游说团体，寻求获得补贴和减免水税费。
- 促进妇女地位的游说团体，与国会合作的女性主义团体。
- 释放乔纳森·波拉德的游说团体，一个将泄露本国秘密给以色列的美国政府雇员.
- 绿灯组织，一个致力于减少道路交通事故的组织，主张手段包括教育、执法、改善基础设施等，并希望建立一支专职研究和制定计划的国家工作队。

### 其他
- 显赫的拉比对一些政党和政客有相当大的影响，尤其是沙斯党和圣经犹太教联盟。
- 极端正统犹太教社团，反锡安主义组织，主要分布在耶路撒冷，反对世俗化。
- 以色列阿拉伯人观察委员会，一个阿拉伯人社团，声称代表阿拉伯裔以色列人利益，倾向于分离主义，本占大多数的犹太人视为敌人，政治影响很小。

## 主要政治议题
- 巴以冲突和阿以冲突
- 与犹太人宗教活动的关系
- 以色列国家性质的问题（如何代表犹太教，如何代表世俗民主）
- 经济和社会议题

## 外部連結
- 以色列政府官方網站
- 以色列外交部
- 以色列總理辦公室（页面存档备份，存于）
- 以色列國防軍網站（页面存档备份，存于）
- 以色列觀光（页面存档备份，存于）
- CIA世界概況
- Knesset（以色列國會）（页面存档备份，存于）